# Ceromitia iolampra
Ceromitia iolampra is een vlinder uit de familie van de langsprietmotten (Adelidae). De wetenschappelijke naam van de soort is voor het eerst geldig gepubliceerd in 1900 door Turner. De vlinder kan gevonden worden in het Australisch Hoofdstedelijk Territorium, New South Wales en Victoria.
De larven voeden zich met de bloemen van Acacia baileyana en Acacia genistifolia. Later Instar larven leven op de grond in een draagbare kist gemaakt van bloemdelen of detritus.